# Karl Jaavuo
Pas d'image ? Cliquez ici

a Compétitions nationales et continentales officielles uniquement.

b Matchs officiels uniquement.
Karl Jaavuo, né le 11 février 1969 à Townsville, est un joueur australien de rugby à XIII évoluant au poste de pilier dans les années 1990-2000.
Il vient très tôt exercer le rugby à XIII en France dans le but de développer ce sport. Il s'engage avec Pia avec lequel il joue dix années en Championnat de France et en le en 1995. Il dispute également quatre finales de Coupe de France sans parvenir à en remporter une en 1991, 1994, 2002 et 2003.
Ses bonnes performances répétées et le fait d'être en France quelques années lui permettent d'être appelé en équipe de France et de disputer la Coupe du monde 1995.

## Biographie
Karl Jaavuo est venu d'Australie pour la France en vue de développer le rugby à XIII et s'engage avec le club de Pia.

## Palmarès
- Collectif :
  - Vainqueur du Championnat de France : 1995 (Pia).
  - Finaliste du Championnat de France : 1994 (Pia).
  - Finaliste de la Coupe de France : 1991, 1994, 2002 et 2003 (Pia).

### Détails en sélection
| 1. | 4 décembre 1994 | Australie      | 0-74  | Test-match     | Remplaçant | - | - | - | - |
| 2. | 15 février 1995 | Angleterre     | 16-19 | Coupe d'Europe | Pilier     | - | - | - | - |
| 3. | 9 octobre 1995  | Pays de Galles | 6-28  | Coupe du monde | Remplaçant | - | - | - | - |
| 4. | 12 octobre 1995 | Samoa          | 10-56 | Coupe du monde | Pilier     | - | - | - | - |